# Nova Canaã do Norte
Nova Canaã do Norte là một đô thị thuộc bang Mato Grosso, Brasil. Đô thị này có diện tích 5968,991 km², dân số năm 2007 là 12668 người, mật độ 2,12 người/km².